# Луїс Гарісто
Луїс Гарісто (ісп. Luis Garisto, 3 грудня 1945, Монтевідео — 21 листопада 2017, Монтевідео) — уругвайський футболіст, що грав на позиції захисника. Виступав, зокрема, за клуби «Дефенсор Спортінг» та «Індепендьєнте», а також національну збірну Уругваю.

## Клубна кар'єра
Народився та виріс у містечку Барріо. Там він займався баскетболом, у 1960 та 1961 роках вигравав юнацький чемпіонат. Його дядько, який працював тренером Куарти (U-19) з «Дефенсору», зрештою запросив його до цього футбольного клубу. За словами захисника, він обрав футбол з тієї простої причини, що не мав фінансових можливостей придбати кросівки, а футбольний клуб надавав йому футбольні бутси безкоштовно. З 1961 по 1968 рік грав за команду в Прімера Дивізіону.
Своєю грою за цю команду привернув увагу представників тренерського штабу клубу «Індепендьєнте», до складу якого приєднався 1969 року. За словами Гарісто, переїзд до аргентинців відбувся за рекомендацією касира «Дефенсора», який мав друзів в Авельянеді. Відіграв за команду з Авельянеди наступні чотири сезони своєї ігрової кар'єри. Більшість часу, проведеного у складі «Індепендьєнте», був основним гравцем захисту команди, зіграв 127 матчів та відзначився 2-ма голами. Там був частиною команди, яка виграла Торнео Метрополітано в 1970 і 1971 роках, Кубок Лібертадоес 1972 та 1973 року, Міжконтинентальний кубок 1972 році та Міжамериканський кубок 1973 році.
Протягом 1974—1976 років захищав кольори клубу «Пеньяроль», з яким виграв Прімера Дивізіон у 1974 та 1975 роках. У 1977 році перебрався до новоствореного чилійського клубу «Кобрелоа», з яким виграв другий дивізіон чемпіонату Чилі. У 1978 році зіграв 7 матчів за чилійський клуб, а по закінченні сезону завершив кар'єру футболіста.

## Виступи за збірну
28 березня 1974 року дебютував у футболці національної збірної Уругваю. У складі збірної був учасником чемпіонату світу 1974 року у ФРН, де зіграв у матчах проти Швеції та Болгарії. Під час товариської гри проти національної збірної Австралії 27 квітня 1974 року наапередодні чемпіонату світу Гарісто травмував австралійця Рея Баарца в горло ударом краєм руки так сильно, що пошкодив сонну артерію, через що Рей залишався непритомним протягом двох днів, а потім йому довелося закінчити кар'єру за порадою лікарів. Востаннє футболку національної команди одягав 23 червня 1974 року.
У футболці збірної зіграв 5 матчів.

## Кар'єра тренера
По завершенні кар'єри гравця розпочав тренерську діяльність. Першим клубом у кар'єрі Луїса став «Ла-Лус», який тренував 1979 року. У 1983 році очолював «Данубіо». У Мексиці працював тренером воротарів «Атласу» (Гвадалахара) у сезонах 1989/90, 1990/91 та 1991/92 років, загалом на тренерському містку клубу очолював команду у 98 матчах. У 1994/95 та 1995/96 роках очолював протягом 35 матчів «Толуку». В Аргентині працював тренером у «Хімнасії і Есгрімі», а з 2002 по 2003 рік — у «Банфілді». У середині липня 2003 року замінив Нельсона Акосту на посаді головного тренера в «Кобрелоа». У 2006 році тренував «Пеньяроль». Його тренерська діяльність з «Орінегросом» тривала сім матчів. Останнім клубом у кар'єрі Гарісто став уругвайський «Сентраль Еспаньйол».
В останні роки життя Гарісто проживав у районі Палермо, Монтевідео. Помер 21 листопада 2017 року на 72-му році життя у місті Монтевідео.

## Досягнення
«Індепендьєнте»
- Кубка Лібертадорес
  -  Володар (1): 1972